# Koch, Neff und Volckmar

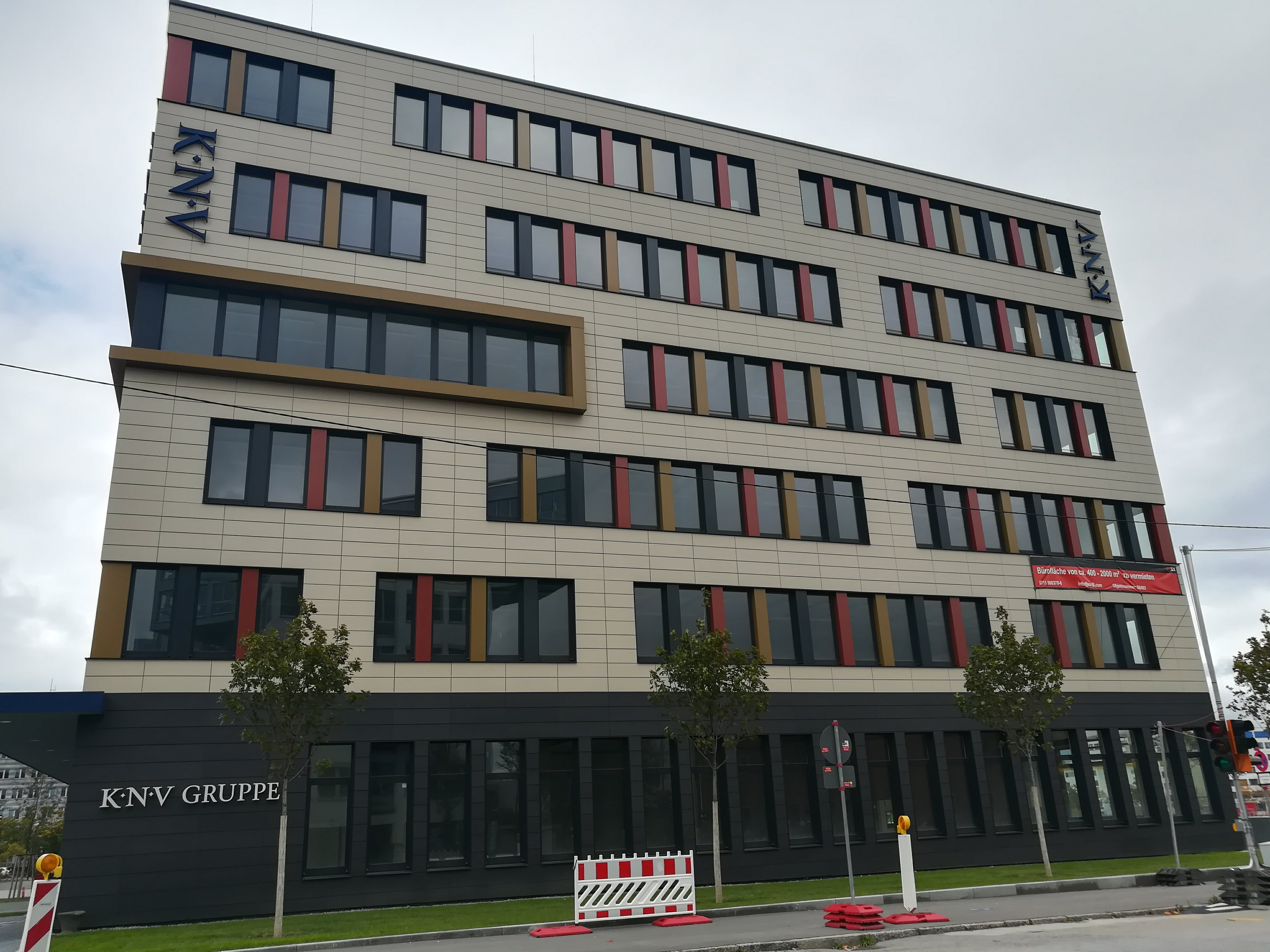
Das KNV-Gebäude in Stuttgart-Vaihingen

Die vormalige Koch, Neff & Volckmar GmbH (KNV), spätere KNV Zeitfracht GmbH und heutige Zeitfracht GmbH ist der größte Buchgroßhändler mit der Funktion eines Barsortiments im deutschsprachigen Raum mit gesellschaftsrechtlichem Sitz und Lager in Erfurt und Verwaltung in Stuttgart. Das Unternehmen beliefert Buchhändler in Deutschland, Österreich, der Schweiz und Südtirol flächendeckend und meist über Nacht mit Büchern, Neuen Medien, Spielen und anderen buchhandelsrelevanten Artikeln. Außerdem entwickelt das Unternehmen IT-Lösungen für den Buchhandel. Auch die frühere Schwesterfirma KNO Verlagsauslieferung wurde inzwischen in die Zeitfracht GmbH eingegliedert.

## Geschichte

### Gründung und Ausbau
1829 gründete Friedrich Volckmar das Unternehmen F. Volckmar als Kommissionsgeschäft für Sortimenter und Verlage in Leipzig. Das Volckmar’sche Kommissionsgeschäft bestand aus dem Sortimenter-Kommissionär (Dienstleister für Buchhändler), dem Verleger-Kommissionär (der späteren Verlagsauslieferung) und der Bestellweiterleitung (der späteren Bestellanstalt). 1849 gründete Carl Voerster (1826–1899), Friedrich Volckmars Schwiegersohn, am Standort Leipzig das Barsortiment.
Der Erwerb der Stuttgarter Barsortimente Albert Koch & Co. (1903) und A. Oetinger (1907) erforderte einen Neubau für Koch & Oetinger in Stuttgart: Alfred Voerster, einziger Sohn Carl Voersters, und dessen Cousin Hans Volckmar, Enkel des Firmengründers, errichteten 1907/08 in Stuttgart den sogenannten Graf-Eberhard-Bau. Architekt hierfür war Karl Hengerer. Parallel dazu erwarb Karl Franz Koehler 1907 das Paul Neff’sche Kommissionsgeschäft und firmierte fortan unter Neff & Koehler. 1917 fusionierten diese beiden Firmen zu Koch, Neff & Oetinger (KNO). 1918 fusionierten die Großhändler K. F. Koehler und F. Volckmar zur Koehler & Volckmar AG (KV) mit Sitz in Leipzig.
Karl Voerster, ein Urenkel des Firmengründers, startete 1928 mit der Übernachtbelieferung von Buchhändlern und dem Bücherwagendienst von Leipzig aus. Er hatte bei der Reichsbahn durchgesetzt, dass an die D-Züge zu acht wichtigen Großstädten Bücherwagen angehängt werden durften.

### NS-Zeit
Zur Zeit des Nationalsozialismus gab es Bestrebungen, dem Unternehmen seine Selbstständigkeit zu entziehen und es in den NS-Verlag Franz Eher Nachfolger einzugliedern. Vor allem Wilhelm Baur und Max Amann setzten sich dafür ein. 1936 wurde Theodor Volckmar-Frentzel vorübergehend von der Reichsschrifttumskammer ausgeschlossen, ab 1937 war ein Kammerbeauftragter für mehrere Monate zur Überwachung des Verlages in Leipzig einquartiert. Dass das Unternehmen seine Selbstständigkeit bewahren konnte, hängt vor allem damit zusammen, dass Joseph Goebbels keine aus einer Vereinnahmung des Unternehmens resultierende Stärkung von Amanns Leipziger Amt wollte und daher seine Untergebenen Karl Heinz Hederich und Hans Schmidt-Leonhardt gegen die Vereinnahmungspläne votierten.
Bei einem Luftangriff auf Leipzig im Zweiten Weltkrieg wurden die Firmengebäude weitgehend zerstört, zudem bot ein Wiederaufbau unter den neuen Machtverhältnissen dort keine sinnvolle Perspektive. Zwar hatte Karl Voerster den Koehlerbau in Leipzig noch notdürftig reparieren lassen, aber 1948 floh die Inhaberfamilie wegen der politischen Situation von Leipzig nach Stuttgart, wo der Graf-Eberhard-Bau aufgrund seiner Stahlbeton-Bauweise eines von lediglich sechs Gebäuden in der Stuttgarter Innenstadt war, die den Krieg noch weitgehend verwendungsfähig überstanden hatten. (Weitere Stahlbetonbauten, die noch standen, waren z. B. der heute ebenfalls noch bestehende Tagblatt-Turm und das berühmte, von Erich Mendelsohn erbaute und 1960 abgerissene Kaufhaus Schocken.) 1949 wurde das Leipziger Unternehmen erwartungsgemäß enteignet. Im gleichen Jahr erschien bei KNO, das in Stuttgart im Graf-Eberhard-Bau wieder einen Neuanfang starten konnte, der erste Barsortimentskatalog der Nachkriegszeit. Unter dem Namen Koehler & Volckmar (KV) wurde 1955 in Köln der Buchgroßhandel neu aufgebaut.

### Fusion Koch, Neff & Oetinger (KNO)
1987 übernahm KV das Grossohaus Wegner in Hamburg. 2004 fusionierten die Firmen Koch, Neff & Oetinger (KNO) und Koehler & Volckmar (KV) zu Koch, Neff & Volckmar (KNV). Im Januar 2006 übernahm KNV den Metzinger Schreibwarengroßhändler Schreyer, der 2008 wieder an PBS Deutschland verkauft wurde.

### Verlagerung nach Erfurt
Am 20. Mai 2011 gab die Unternehmensleitung bekannt, dass mit einem Investitionsvolumen von 100 Mio. Euro die logistischen Bereiche der Koch, Neff & Volckmar GmbH an den Standorten in Stuttgart und Köln, sowie die Logistik des Schwesterunternehmens Koch, Neff & Oetinger GmbH in Stuttgart bis 2015 aufgelöst werden und in der Mitte Deutschlands zentralisiert werden. Am 10. April 2013 erfolgte in der Kühnhäuser Straße in Erfurt die offizielle Grundsteinlegung.
Am 1. Oktober 2014 erfolgte die Inbetriebnahme – nun unter dem Namen KNV-Logistik – mit bislang ca. 420 Mitarbeitern.
Gravierende technische Probleme führten dabei zu erheblichen Lieferproblemen, insbesondere auch bei der Zusammenführung von sogenannter Beischlussware aus der eigenen Verlagsauslieferung. Dies löste im Buchhandel wegen des bevorstehenden Weihnachtsgeschäftes große Kritik aus und zwang KNV zu erheblichem Mehraufwand, z. B. zum Einsatz von zusätzlichen Auslieferungsfahrzeugen. Über das Weihnachtsgeschäft für 2015 hinaus mussten vor allem süddeutsche Kunden bis Februar 2016 aus Stuttgart beliefert werden. Im Frühjahr 2016 wurden dann die letzten logistischen Tätigkeiten in Stuttgart eingestellt.
Im Gegensatz zu den Gebäuden des Schwesterunternehmens KNO VA, die mittlerweile komplett abgerissen wurden, stehen die bisherigen Firmengebäude von KNV aber bislang leer. Alle in Stuttgart verbleibenden nicht-logistischen Bereiche der beiden Unternehmen sind mittlerweile gemeinsam in einen durch einen Investor neu erstellten Gebäudekomplex umgezogen, an dessen Front das Unternehmen nun mit „KNV Gruppe“ benannt wird.
Geschäftsführende Gesellschafter des Familienunternehmens in der sechsten Generation waren zuletzt Oliver Voerster und bis 31. März 2017 Frank Thurmann. Seit 1. Juli 2012 war außerdem Uwe Ratajczak mehr als fünf Jahre als Geschäftsführer tätig.

### Insolvenz im Februar 2019
Die Geschäftsführer der KNV Unternehmensgruppe stellten am 14. Februar 2019 Insolvenzanträge beim Amtsgericht Stuttgart, nachdem Verhandlungen mit einem Investor am Vorabend gescheitert waren. Der Geschäftsbetrieb wird vorerst fortgeführt. Die ebenfalls zur KNV-Gruppe gehörende LKG (Leipziger Kommissions- und Großbuchhandelsgesellschaft mbH) ist nicht betroffen.
Mit der Insolvenz verbunden sind finanzielle Verluste der rund 5.000 Verlage, die über KNV Bücher verkaufen. Die Erlöse für zum Zeitpunkt der Insolvenz gelieferte Bücher, die KNV den Buchhandlungen berechnet, aber noch nicht an die Verlage überwiesen hatte, sind Teil der Insolvenzmasse und damit zum großen Teil für die Verlage verloren. Wegen der branchenüblich langen Zahlungsziele von 60 – 90 Tagen, und weil das umsatzstarke Weihnachtsgeschäft betroffen ist, sind die Verluste zum Teil erheblich und in Einzelfällen sogar existenzgefährdend. Nicht Teil der Insolvenzmasse sind die Bücher, die zum Zeitpunkt der Insolvenz noch bei KNV gelagert waren.
Im Juni 2019 erklärte der Insolvenzverwalter, dass das Unternehmen durch das Logistikunternehmen Zeitfracht übernommen und mit allen Standorten und Mitarbeitern fortgeführt werden soll. Der Eigentümerwechsel fand zum 1. August 2019 statt.
Der bisherige, in sechster Generation geschäftsführende Gesellschafter Oliver Voerster (als direkter Nachfahre der Gründerfamilie Volckmar) und Bertram Feuerbacher haben in diesem Zusammenhang das Unternehmen verlassen.

## Tätigkeitsfelder

### Barsortiment
Kerngeschäft ist die Funktion des Barsortiments mit etwa 480.000 verschiedenen Artikeln und einer Lagerfläche von 60.000 m² an den Standorten Stuttgart und Erfurt.
Seit 2006 wird die Komplettbestückung von Abteilungen in Buchhandlungen über sogenannte Systemdienstleistungen (auch „Vendor Managed Inventory“, kurz VMI, genannt) angeboten.
Elektronisch bestellte Ware wird Buchhändlern im Nachtsprungverfahren meist am nächsten Tag vor 10 Uhr morgens geliefert. Die Auslieferung erfolgt mit dem Bücherwagendienst über firmeneigene LKWs und Sattelschlepper an über 7.000 Buchverkaufsstellen in Deutschland, Österreich, der Schweiz und Südtirol.
Seit 1999 werden Zentralläger für Lieferanten unterhalten, die den Verbraucher direkt beliefern, zum Beispiel das Zentrallager des Online-Buchhändlers Buecher.de.

### Informationstechnik
Das Unternehmen entwickelt Software speziell für die Buchbranche und schult Buchhändler im Umgang mit dieser Software. Die Standardprogramme heißen pcbis.de, fitbis.de und euro-BIS. Dabei handelt es sich um Bibliografier-, Bestell- und Warenwirtschaftssysteme.
Für Firmenkunden von Buchhändlern gibt es seit 2003 die Software POEM, die die elektronische Verwaltung von Abonnements und Bestellungen übernimmt.
KNV Zeitfracht ist Gründungsmitglied von EDitEUR, einer international agierenden Organisation in London, die sich um Standardisierungen im Buchhandel bemüht. KNV Zeitfracht selbst tritt mit dem KNV Clearing Centre als neutrale Vermittlungsstelle für elektronischen Datenaustausch zwischen Buchhandlungen und Verlagen auf. Die Daten von Bestellungen, Auftragsbestätigungen, Rechnungen und Lieferscheinen werden von und nach Standard-EDI-Formaten konvertiert (EANCOM).

### E-Commerce
KNV Zeitfracht stellt Buchhändlern die Plattform www.buchkatalog.de zur Verfügung, die als Webshop in ihre Homepage integriert werden kann. Neben der Datenbank aller im Barsortiment vorrätigen Artikel haben Buchhändler damit Zugang zu 50.000 Fach- und Publikumszeitschriften, etwa 100 Millionen antiquarischen oder gebrauchten Büchern aus dem In- und Ausland und etwa 155.000 E-Books des Downloadshops www.e-buchkatalog.de.
Über diese Internetplattform können Endkunden (B2C) alle im Barsortiment vorrätigen Artikel bestellen. Die bestellte Ware wird wahlweise an eine wohnortnahe Buchhandlung oder zum Endkunden nach Hause geliefert.

## Öffentlichkeitsarbeit
In den früheren Kölner Lagerhallen der Firma – stets mit namentlicher Erwähnung – kommentierte Denis Scheck als Bestandteil der ARD-Literatursendung Druckfrisch die Top-Ten-Titel der aktuellen Spiegel-Bestsellerlisten.

## Mitbewerber
- Libri
- Umbreit